# ツェルグンダン寺
ツェルグンタン寺(ཚལ་གུང་ཐང་དགོན་པ།、Tsel Gungtang Monastery)は、チベット仏教のカギュ派の支派であるツェルパ・カギュ派の総本山。宗派を開いたのはシャンツァルパ（1123～1194）。基本的には北側のツェル・ゴンパ、南側のグンタン・ツクラカンをあわせてツェルグンダン寺という。ツェル・ゴンパは1175年にツォンドゥ・タクパが創建した。グンタン・ツクラカンのほうは1247年にシャンユ・ドゥルパ・ダルマションヌが創建した。ツェル・カギュ派はガムポパの流れを汲んでいる宗派で、古式がかなり濃厚に残る宗派といわれている。